# 天主圣三堂 (锡比乌)

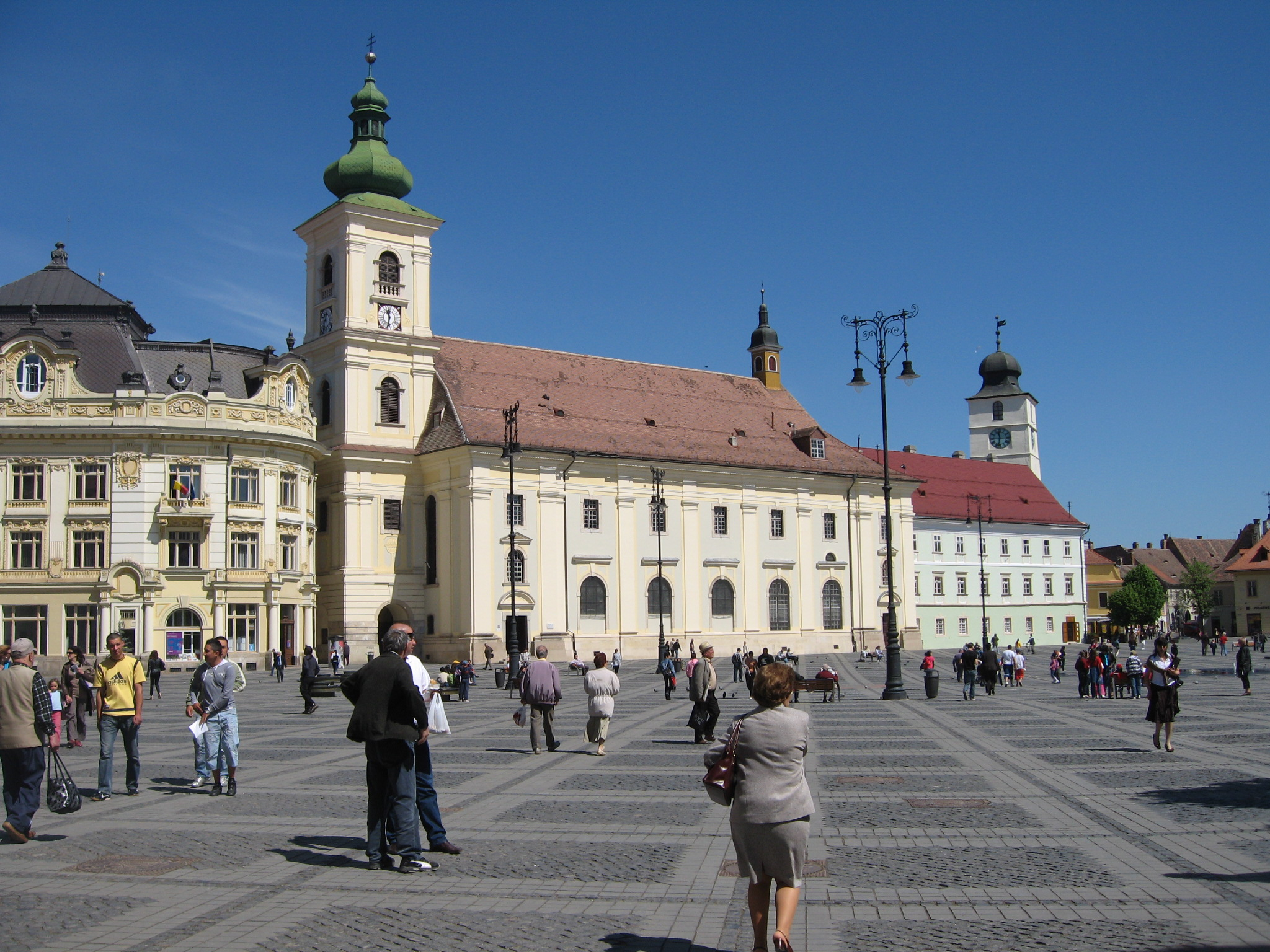
锡比乌天主圣三堂

天主圣三堂（Biserica parohială romano-catolică Sf. Treime din Sibiu）位于锡比乌大广场3号和小广场4号，原为耶稣会教堂，兴建于1726年至1733年。1738年添加了钟楼。
锡比乌天主圣三堂于2004年被列为历史古迹。